# Alexandre de Sainte-Aldegonde
Alexandre de Sainte-Aldegonde est un officier général et un parlementaire français, pair de France de 1827 à 1830, né à Lille le 6 juin 1760 et mort à Paris le 18 mai 1844.

## Biographie
Issu de la famille de Sainte-Aldegonde, Alexandre de Sainte-Aldegonde est le fils de François Balthazar Joseph de Sainte-Aldegonde, comte de Genech, baron de Rosimbos, maréchal des camps et armées du Roi, et de son épouse, Marie Albertine Bady de Pont.
Il est le frère de Pierre François Balthazar de Sainte-Aldegonde (1758-1838), député de la noblesse du bailliage d'Avesnes-sur-Helpe aux États généraux de 1789 et celui de Charles Séraphin Joseph Genech de Sainte-Aldegonde (1765-1822), député de l'Aisne de 1815 à 1819.
Il débute dans la carrière militaire en 1780 comme enseigne surnuméraire au régiment des Gardes françaises. En 1785, il est promu sous-lieutenant au même régiment. Émigré à la Révolution, il sert dans l'Armée des émigrés.
À la première Restauration, il est fait maréchal de camp le 17 août 1814, puis, à la seconde Restauration, lieutenant-général le 31 octobre 1815.
Conseiller-général de l'Aisne, département dans lequel se trouvait son château de Villequier-Aumont, il est fait, le 5 novembre 1827, Pair de France héréditaire.
Il siège à la chambre des Pairs en soutenant les gouvernements successifs de la Restauration.
Après la révolution de juillet 1830, il refuse de prêter serment à la monarchie de Juillet et cesse de siéger.

### Distinction
- Chevalier de l'Ordre royal et militaire de Saint-Louis

### Mariage et descendance
Alexandre de Sainte-Aldegonde épouse le 25 juin 1805 (7 messidor an XIII) Louise Antoinette Aglaé d'Aumont (Paris, 21 décembre 1773 - Paris, 21 mars 1847), fille de Louis-Alexandre-Céleste d'Aumont, 7e duc d'Aumont, duc de Villequier, Pair de France, lieutenant-général des armées du roi, gouverneur du Boulonnais, député aux États généraux de 1789, et de sa seconde épouse, Antoinette Marguerite Henriette de Mazade de Saint Brisson.
Le frère d'Alexandre, Charles de Sainte-Aldegonde, épouse Constance d'Aumont, sœur d'Antoinette Aglaé. Les deux mariages ont lieu le même jour.
Très proches l'une de l'autre, les deux sœurs parviennent à reprendre possession en 1803 de l'ancien duché de Villequier-Aumont, séquestré pendant la Terreur, dont elles font reconstruire le château après leur mariage. Dont :
- Edmond Albert de Sainte-Aldegonde, page du Roi Charles X, officier au 6e régiment de dragons, puis aux grenadiers à cheval de la Garde royale, démissionnaire en 1830 (1806-1848), marié en 1833 avec (sa cousine) Alice Félicie Victurnienne de Rochechouart Mortemart (1811-1866), fille de Casimir Louis Victurnien de Rochechouart, 11e duc de Mortemart, Pair de France, éphémère président du conseil nommé par Charles X le 29 juillet 1830, et de Virginie de Sainte-Aldegonde. Dont postérité ;
- Joséphine Henriette Valérie de Sainte-Aldegonde (Villequier-Aumont, 26 décembre 1807 - Villequier-Aumont, 6 février 1886), mariée à Paris le 31 avril 1830 avec Gaston Charles Balthazar Constant de Sainte-Aldegonde (1806-1876), son cousin germain, fils de Charles de Sainte-Aldegonde, député de l'Aisne de 1815 à 1819, et de Constance d'Aumont. Dont postérité[4].